# Konrad Schweser
Konrad Edmund Schweser (* 16. November 1899 in Sulzfeld am Main; † 28. Februar 1975 in Ochsenfurt) war ein deutscher Baumeister und Gerechter unter den Völkern. Er versteckte in Polen und der Ukraine während des Zweiten Weltkriegs Juden vor den Mitgliedern der Schutzstaffel und rettete so mindestens 44 Juden das Leben.

## Leben
Konrad Schweser war Sohn des Zimmermanns Valentin Schweser und dessen Ehefrau Maria Schweser (geborene Hofmann). Im Jahr 1921 legte er die Zimmermeisterprüfung und ein Jahr später die Maurermeisterprüfung ab. In den Jahren 1927 und 1929 bestand er die Ingenieursprüfungen für Hoch- und Tiefbau. Er heiratete am 5. November 1927 Maria Schweser (geborene Lutz) in Würzburg. Nachdem er mehrere Jahre für verschiedene Unternehmen in der Baubranche gearbeitet hatte, wurde er im Jahr 1932 Stadtbaumeister in Ochsenfurt.
Im Zweiten Weltkrieg wurde er verpflichtet, von Juni 1940 bis Oktober 1941 als Stadtbaumeister in Lodz und Ozorkow in Polen zu dienen, wo er Juden durch Beschaffung von zusätzlichen Lebensmitteln unterstützte. Von November 1941 an musste er bis Kriegsende bei der Organisation Todt in der Ukraine arbeiten. Dabei leitete er unter anderem den Bau von Straßen, Brücken und Eisenbahnstrecken. Ihm unterstanden jüdische Insassen aus dem SS-Lager in Teplik, wodurch der Kontakt zu ihnen entstand. Nach einem Bericht von Luisa Schorr, die er versteckte, „hat sich [Konrad Schweser] zu  den jüdischen Zwangsarbeitern beispielhaft gut verhalten, besonders zu den Kindern“.
Moritz Glückstein, ein aus Kitzingen stammender Jude, schilderte später, dass Konrad Schweser jüdische Kinder, die von der SS getötet werden sollten, versteckte und so mindestens 44 Juden das Leben rettete. Dies führte dazu, dass die SS Konrad Schweser „Begünstigung der Flucht von Juden“ und „verbotswidrige Zuteilung von Lebensmitteln“ vorwarf und mehrere Kriegsgerichtsverfahren gegen ihn eingeleitet wurden. Keines führte zu einer Verurteilung, weil der zuständige Kriegsgerichtsrat ebenfalls ein Gegner des NS-Regimes war und die Prozesse aus Mangel an Beweisen einstellte.
Nach Kriegsende ließ die amerikanische Militärregierung Konrad Schweser zunächst festnehmen. Moritz Glückstein erreichte jedoch dessen Freilassung durch mehrere Briefe, in denen er seine Erfahrungen mit Konrad Schweser schilderte.
Im Jahr 1946 wurde Konrad Schweser Kreisbaumeister in Ochsenfurt. Er starb im Alter von 75 Jahren.

## Auszeichnungen
Im Jahr 1968 wurde Konrad Schweser der Titel „Gerechter unter den Völkern“ verliehen, den die Holocaust-Gedenkstätte „Yad Vashem im Auftrag des Staates Israel [...] an Nichtjuden verleiht, die während des Holocaust ihr Leben aufs Spiel setzten, um Juden zu retten“. Zu Ehren Konrad Schwesers wurde außerdem ein Baum in der Allee der Gerechten gepflanzt.
Im Jahr 1971 verlieh Bundespräsident Gustav Heinemann Konrad Schweser das Bundesverdienstkreuz der Bundesrepublik Deutschland am Bande, nachdem dieser vom bayerischen Ministerpräsidenten Alfons Goppel dafür vorgeschlagen worden war.